# Peperomia rodriguesiana
Peperomia rodriguesiana är en pepparväxtart som beskrevs av Isaac Bayley Balfour. Peperomia rodriguesiana ingår i släktet peperomior, och familjen pepparväxter. Inga underarter finns listade i Catalogue of Life.